# Minamoto no Tameyoshi
Minamoto no Tameyoshi (源為義, 1096-1156) est l'un des membres du clan Minamoto, dont il a été le chef. Il est le petit-fils de Minamoto no Yoshiie.
Minamoto no Tameyoshi a été gouverneur de la province de Mikawa. Il s'est rangé aux côtés de l'empereur Sutoku pendant la rébellion de Hōgen, il se plaça donc contre l'empereur Go-Shirakawa. Cependant, l'empereur Go-Shirakawa gagna la guerre contre l'empereur Sutoku et Minamoto no Tameyoshi fut exécuté.